# Ramon Grau Llauradó
Ramon Grau Llauradó (Tarragona, 1888 - ?) va ser un mestre i periodista que exercí la seva professió a Reus.
Era mestre de primera ensenyança i va ser destinat a Reus on es va casar amb una filla del catedràtic Joaquim Batet. Col·laborava amb el diari republicà Las Circunstancias des de 1915, i el 1921 en va ser director. Va ser president de l'Associació de Mestres Nacionals del partit de Reus, i secretari de l'Associació d'Iniciatives de Reus, on va redactar la Memòria de l'any 1926. Aquell mateix any és nomenat secretari de l'Associació de Premsa a Reus. Poeta i escriptor, va publicar a Reus el 1922 la novel·la De la vida amb un pròleg de F. Cubells Florentí, el 1924 una altra novel·la, Amores, i va ser premiat per uns poemes a l'Exposició Universal de Barcelona de 1929. Va participar en les interessants "Converses sobre temes d'interès local" celebrades al Centre de Lectura de Reus el 1931, amb una ponència sobre ensenyança primària. El mateix any 1931 va marxar de Reus, en ser nomenat amb caràcter definitiu per ocupar una plaça de mestre nacional i director d'un centre escolar de Barcelona. Entre els anys 1939 i 1940 va sofrir un expedient de depuració als mestres nacionals. Va morir en data desconeguda.